# Astra Bettings
Astra Bettings este o agenție de pariuri sportive din România.
În anul 2009, compania avea circa 1.000 de angajați și peste 400 de sucursale în România.
În 2007, firma a avut o cifră de afaceri de 56,4 milioane euro și un profit net de 3 milioane euro.
În anul 2009, Ministerul de Finanțe a decis revocarea licenței pentru organizarea jocurilor de noroc pe fondul datoriilor acumulate de companie la bugetul general consolidat.
La acel moment, Astra Bettings era cel mai mare operator de pariuri și jocuri de noroc de pe piața românească.